# 照願寺 (いすみ市)
照願寺（しょうがんじ）は、千葉県いすみ市にある浄土真宗本願寺派の寺院。

## 歴史
鎌倉時代初期、念信によって開山された。念信は親鸞の高弟「二十四輩」の一人で、俗名「高沢氏信」という清和源氏出身の武士であった。出家後、浄土真宗の教えを広めるとともに、所領の常陸国那珂郡に寺を創建した。元禄年間（1688年 - 1704年）に当寺は分立し、元の常陸国の照願寺は東本願寺を、現在地の上総国の照願寺は西本願寺を本山として仰ぐようになった。
分立後しばらくは、築地御坊（現・築地本願寺）から僧侶が派遣される輪番制の説教所であったが、1818年（文政元年）に常陸国の照願寺より西信が入寺して、「小山御坊照願寺」と称した。その際に「紙本著色親鸞上人絵伝」を持ち込んでいる。これは本願寺第三世覚如が製作したもので、現在、国の重要文化財に指定されている。

## 文化財
- 紙本著色親鸞上人絵伝（重要文化財 大正4年3月26日指定）[3]

## 交通アクセス
- 大原駅より徒歩14分。